# Batallón Henri Vuillemin
Batallón Henri Vuillemin o Batallón Vuillemin (nombre en honor de Henri Vuillemin, revolucionario francés) fue una unidad de la Brigadas Internacionales durante Guerra civil española integrado por franceses y belgas fundamentalmente. Fue creado el 12 de diciembre de 1936, y absorbió más tarde a miembros a miembros que sobrevivían del batallón Louise Michel. Primero fue parte de la XIII Brigada Internacional, transferido el 5 de agosto de 1937 a la XIV, siendo disuelto definitivamente el 23 de abril de 1938.